# Dance 2 Trance
Dance 2 Trance war ein Eurodance- und Trance-Projekt, bestehend aus dem Musikproduzenten Jam El Mar (bürgerlich Rolf Ellmer) und dem DJ und Technoproduzenten DJ Dag (bürgerlich Dag Lerner).

## Biografie
DJ Dag und Jam El Mar trafen sich 1990 und begannen, gemeinsam zu arbeiten. Ihre erste gemeinsame Veröffentlichung als Dance 2 Trance war die nach dem Projekt benannte Single Dance 2 Trance. Der erste und größte Hit des Duos war die Trance-Hymne P.ower of A.merican N.atives. Gesungen wurde das Lied von Linda Rocco. Anfang 1993 stand die Single, von der über 250.000 Einheiten verkauft wurden, in den Top 10 in Deutschland und Österreich.
Weitere Charterfolge waren Take a Free Fall (1993) und Warrior (1994). Mit einer neuen Version von Power of American Natives gelang 1998 noch einmal der Einstieg in die Hitparaden von Deutschland und Österreich. Neben Dance 2 Trance waren die beiden Protagonisten auch als Remix-Produzenten für Snap! tätig und arbeiteten unter dem Projektnamen Peyote.
In Zusammenarbeit mit Stephan Weidner (Böhse Onkelz) wurde 1992 ein Instrumentalstück namens „Remember Exxon Valdez“, auf dem Album „Moon Spirits“ veröffentlicht.

## Diskografie

### Alben
| Jahr | Titel        | Höchstplatzierung, Gesamtwochen, AuszeichnungChartplatzierungen (Jahr, Titel, Platzierungen, Wochen, Auszeichnungen, Anmerkungen) | Höchstplatzierung, Gesamtwochen, AuszeichnungChartplatzierungen (Jahr, Titel, Platzierungen, Wochen, Auszeichnungen, Anmerkungen) | Höchstplatzierung, Gesamtwochen, AuszeichnungChartplatzierungen (Jahr, Titel, Platzierungen, Wochen, Auszeichnungen, Anmerkungen) | Höchstplatzierung, Gesamtwochen, AuszeichnungChartplatzierungen (Jahr, Titel, Platzierungen, Wochen, Auszeichnungen, Anmerkungen) | Anmerkungen |
| Jahr | Titel        | DE | AT | CH | UK | Anmerkungen |
| ---- | ------------ | --- | --- | --- | --- | ----------- |
| 1993 | Moon Spirits | DE70 (9 Wo.)DE | — | — | — |             |
| 1995 | Revival      | DE69 (7 Wo.)DE | — | CH50 (1 Wo.)CH | — |             |

### Kompilationen
- 1996: Works, 1991–1995
- 1998: Works / The 98 Mixes

### Singles
| Jahr | Titel Album                                     | Höchstplatzierung, Gesamtwochen, AuszeichnungChartplatzierungen (Jahr, Titel, Album, Platzierungen, Wochen, Auszeichnungen, Anmerkungen) | Höchstplatzierung, Gesamtwochen, AuszeichnungChartplatzierungen (Jahr, Titel, Album, Platzierungen, Wochen, Auszeichnungen, Anmerkungen) | Höchstplatzierung, Gesamtwochen, AuszeichnungChartplatzierungen (Jahr, Titel, Album, Platzierungen, Wochen, Auszeichnungen, Anmerkungen) | Höchstplatzierung, Gesamtwochen, AuszeichnungChartplatzierungen (Jahr, Titel, Album, Platzierungen, Wochen, Auszeichnungen, Anmerkungen) | Anmerkungen |
| Jahr | Titel Album                                     | DE | AT | CH | UK | Anmerkungen |
| ---- | ----------------------------------------------- | --- | --- | --- | --- | ----------- |
| 1993 | P.ower of A.merican N.atives Moon Spirits       | DE9 Gold · (28 Wo.)DE | AT7 (13 Wo.)AT | CH11 (13 Wo.)CH | UK25 (4 Wo.)UK |             |
| 1993 | Take a Free Fall Moon Spirits (Neuauflage)      | DE24 (11 Wo.)DE | AT13 (3 Wo.)AT | CH37 (2 Wo.)CH | UK36 (3 Wo.)UK |             |
| 1994 | Warrior Revival                                 | DE47 (12 Wo.)DE | — | CH42 (1 Wo.)CH | UK56 (2 Wo.)UK |             |
| 1998 | Power of American Natives 98 Works/The 98 Mixes | DE59 (8 Wo.)DE | AT29 (6 Wo.)AT | — | — |             |

Weitere Singles
- 1990: Dance 2 Trance
- 1991: Let’s Get Rollin’
- 1991: ¿Where Is Dag?
- 1992: Hello San Francisco
- 1993: We Came in Peace
- 1995: I Have a Dream (Enuf Eko?)
- 1995: Warrior (The Groovecult Remixes)
- 2009: Power of American Natives 2009

### Remixes
- 1992: Snap! – Rhythm Is a Dancer (Purple Hazed Mix)
- 1993: Snap! – Do You See the Light (Looking For) (Dance 2 Trance Mix)